# Gang of Four
Gang of Four – brytyjska post-punkowa grupa muzyczna z Leeds w Anglii. Zespół był w pełni aktywny od 1977 do 1984, powrócił dwa razy w latach 90., po czym zawiesił działalność aż do roku 2004.
Pierwotny skład stanowili wokalista Jon King, gitarzysta Andy Gill, basista Dave Allen i perkusista Hugo Burnham. Charakterystycznym elementem muzyki Gang of Four była nieomal taneczna sekcja rytmiczna, często eksperymentalne i wielopłaszczyznowe partie gitar o oryginalnym, nietypowym dla wczesnych grup punkowych charakterze (na te struktury melodyczno-rytmiczne składały się: ostinato, „urywane” fragmenty synkopowe, tłumienie i „scratching” strun gitarowych, użycie flażoletów, gitarowe „sprzężenia zwrotne” tworzące hałaśliwe „ściany dźwięku”). Pod wyraźnym, sygnalizowanym wpływem muzycznym grupy pozostawali zarówno: Klaus Mitffoch jak i Rage Against the Machine.
W 2005 grupa powróciła z płytą zawierającą nowe wykonania starych piosenek, zachęcona tym, że zespół zyskał na popularności dzięki nowym, inspirującym się nim artystom: The Futureheads, Bloc Party czy Franz Ferdinand.
Zespół wziął nazwę od Bandy czworga.

## Dyskografia
- Entertainment! (1979)
- Yellow EP (1980)
- Solid Gold (1981)
- Another Day/Another Dollar EP (1982)
- Songs of the Free (1982)
- Hard (1983)
- At the Palace (1984)
- Mall (1991)
- Shrinkwrapped (1995)
- Return the Gift (2005) (ponowne nagrania starych piosenek)
- Content (2011)
- What Happens Next (2015)